# 三遊亭好一郎
三遊亭 好一郎（さんゆうてい こういちろう、1986年6月18日 - ）は、五代目円楽一門会所属の落語家。三遊亭好楽の四番弟子。本名∶坂野 準哉。出囃子は『ポンポコニャ』。

## 来歴
熊本県上益城郡益城町出身。益城町立益城中学校、熊本県立熊本高等学校を経て、神戸大学理学部物理学科卒業。学生時代、大学の図書館で桂枝雀の「時うどん」のビデオをみたのが落語の世界に入るきっかけである。2008年には、立川談春の「芝浜」を観て自分で落語をやりたいと思い、社会人落語サークル「噺の会じゅげむKOBE」に参加し活動を行う。高座名は西遊亭悟空。
2009年6月、三遊亭好楽に入門し、「三遊亭好吉」を名乗る。2012年9月、二ツ目昇進。
2016年4月に発生した熊本地震では、高校時代までを過ごした益城町の実家が被災した。2017年3月、益城町復興大使に就任。
2022年6月1日のお江戸両国亭での五代目円楽一門会定席興行「両国寄席」より真打に昇進し、「三遊亭好一郎」に改名。同じ日付で三遊亭一太郎が真打に昇進したが、一太郎は真打昇進披露に関する一切の披露や興行を行なっていないので、好一郎は単独でパーティーと襲名披露公演を行った。

## 芸歴
- 2009年6月 - 三遊亭好楽に入門、「好吉」を名乗る。
- 2012年9月 - 二ツ目昇進。
- 2022年6月 - 真打昇進、「好一郎」に改名。